# Gerrick von Hoyningen-Huene

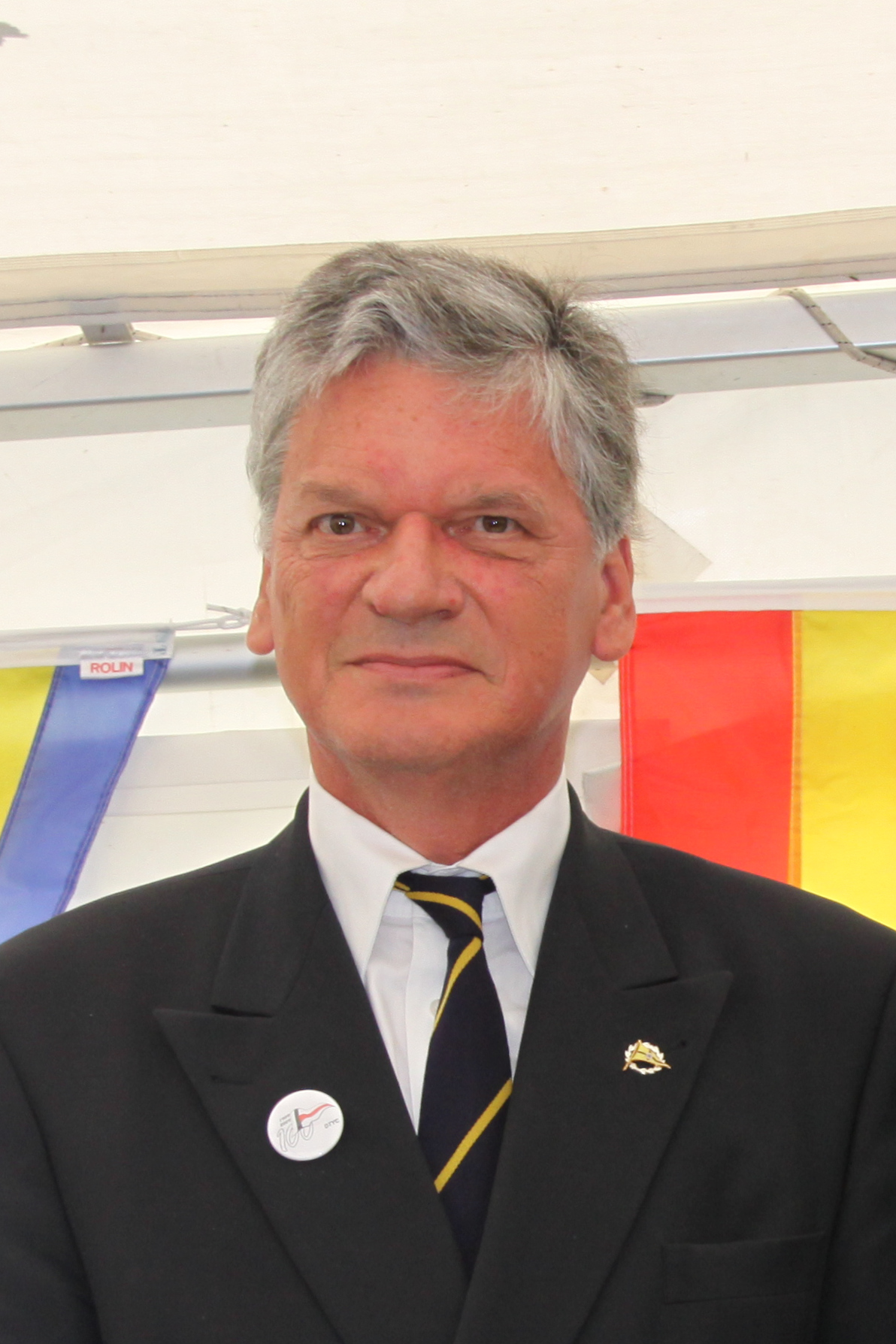
Gerrick Freiherr von Hoyningen-Huene

Gerrick Freiherr von Hoyningen-Huene (* 16. Februar 1944 in Kempten (Allgäu)) ist ein deutscher Rechtswissenschaftler.
Gerrick von Hoyningen-Huene entstammt dem baltischen Adelsgeschlecht Hoyningen-Huene. Er studierte von 1964 bis 1968 Rechtswissenschaften an der Ludwig-Maximilians-Universität in München. Er wurde 1971 zum Dr. jur. an der Universität München promoviert und habilitierte sich 1977 bei Götz Hueck ebenfalls an der Universität München. 1981 erfolgte der Ruf als Professor an die Universität Heidelberg auf den Lehrstuhl für Bürgerliches Recht, Arbeitsrecht und Sozialversicherungsrecht, den er bis zu seiner Emeritierung im August 2009 innehatte. Von 2009 bis 2014 war er zudem Gründungsdekan der EBS Law School an der EBS Universität für Wirtschaft und Recht.
Hoyningen-Huene forscht vor allem im Bereich des Arbeitsrechts, insbesondere im Betriebsverfassungsrecht und Kündigungsschutzrecht.

## Schriften
- Betriebliches Arbeitsrecht. Von der Einstellung bis zur Entlassung. Heidelberger Wegweiser: Wegweiser Arbeitsrecht. Hüthig Verlag, Heidelberg, (4., neubearbeitete Auflage) 1997, 124 Seiten.